# 移転登記 (不動産登記)
移転登記（いてんとうき）とは、登記の態様の一つで、登記された権利の承継を登記することである。本稿では日本の不動産登記における移転登記について説明する。船舶に関する登記については船舶登記を参照のこと。
登記された権利が現在の登記名義人から他人に承継された場合、第三者に対抗するためには原則として移転登記が必要となる（民法177条）。その方法は一般承継か特定承継かによって一部手続きが異なる。

## 略語について
説明の便宜上、次のとおり略語を用いる。
法
不動産登記法（2004年（平成16年）6月18日法律第123号）
令
不動産登記令（2004年（平成16年）12月1日政令第379号）
規則
不動産登記規則（2005年（平成17年）2月18日法務省令第18号）
記録例
不動産登記記録例（2009年（平成21年）2月20日民二500号通達）

## 本稿で扱う権利
本稿では地上権・永小作権・先取特権・賃借権・採石権の移転登記について説明する。以下に掲げる権利の移転登記については、それぞれの参照先に掲げる項目を参照。
| 承継された権利                       | 参照先                            | 備考                                                                                         |
| ------------------------------------ | --------------------------------- | -------------------------------------------------------------------------------------------- |
| 所有権                               | 所有権移転登記                    | 0                                                                                            |
| 抵当権（根抵当権を除く。以下同じ。） | 抵当権移転登記                    | 0                                                                                            |
| 根抵当権                             | 根抵当権移転登記                  | 0                                                                                            |
| 買戻権                               | 買戻しに関する登記#買戻権移転登記 | 0                                                                                            |
| 質権（根質権を除く。以下同じ。）     | 抵当権移転登記                    | 質権及び根質権については抵当権の規定の多くが準用されているからである（民法361条、法95条2項） |
| 根質権                               | 根抵当権移転登記                  | 同上                                                                                         |

質権の移転登記においては、参照先となる抵当権移転登記の項目中、「抵当権」を「質権」と読み替えられたいが、以下の表左欄に掲げる節中中欄に掲げる根拠条文は、右欄に掲げる条文が根拠条文となる。
| 対象となる節            | 示されている根拠条文         | 質権の移転登記における根拠条文 |
| ----------------------- | ---------------------------- | ------------------------------ |
| 特定承継の登記事項      | 法91条                       | 法95条2項が準用する法91条      |
| 譲渡額又は弁済額        | 令別表57項申請情報           | 令別表48項申請情報             |
| 民法393条による登記関連 | 令別表59項申請情報イ         | 令別表50項申請情報イ           |
| 民法393条による登記関連 | 令別表59項申請情報ロ・ハ     | 令別表50項申請情報ロ・ハ       |
| 民法393条による登記関連 | 法83条1項各号及び88条1項各号 | 法83条1項各号及び95条1項各号   |

根質権移転登記の移転登記においては、参照先となる根抵当権移転登記の項目中、「根抵当権」を「根質権」と読み替えられたいが、以下の表左欄に掲げる節中中欄に掲げる根拠条文は、右欄に掲げる条文が根拠条文となる。
| 対象となる節 | 示されている根拠条文 | 根質権の移転登記における根拠条文     |
| ------------ | -------------------- | ------------------------------------ |
| 概要         | 民法398条の7         | 民法361条が準用する同法398条の7      |
| 登記の流れ   | 民法398条の8第1項    | 民法361条が準用する同法398条の8第1項 |
| 登記の流れ   | 法92条               | 法95条2項が準用する同法92条          |
| 登記の流れ   | 民法398条の8第4項    | 民法361条が準用する同法398条の8第4項 |

なお、地役権の移転登記はすることができない（1960年（昭和35年）3月31日民甲712号通達第15-3）。地役権は所有権が移転すれば共に移転し（民法281条1項本文）、用役地から分離して譲渡することはできない（同条2項）からである。同条1項ただし書に「別段の定め」をすることができるとあるが、これは地役権を単独で移転できる旨の定めではなく、地役権は用役地と共に移転しない旨の定めをすることができるという意味である（記録例279）。

## 一般承継

### 概要及び登記の可否
ここで言う一般承継とは、前権利者の有する権利・義務の一切を承継することである。包括承継とも言う。自然人については相続が、法人については合併があてはまる。なお、会社分割も一般承継ではある（2001年（平成13年）3月30日民二867号通達第1-3）が、登記手続きは共同申請で行う（同通達第2-1(1)）。よって、本稿では便宜特定承継の項目に含めている。
なお、登記記録上の存続期間が満了している地上権につき、相続を原因とする地上権の移転登記は、存続期間の変更登記をしなければすることができない（登記研究439-128頁）。

### 一般承継の登記事項
絶対的登記事項は、登記の目的、申請の受付の年月日及び受付番号、登記原因及びその日付、登記権利者の氏名又は名称及び住所並びに登記名義人が2人以上であるときはその持分（以上法59条1号ないし4号）、順位番号（法59条8号、令2条8号、規則1条1号・同147条）である。
相対的登記事項は、代位申請によって登記した場合における、代位者の氏名又は名称及び住所並びに代位原因である（法59条7号）。共有物分割禁止の定めについては、あらゆる移転登記の場合の登記事項とできるかどうか争いがある（登記インターネット66-148頁参照）。

### 一般承継の登記申請情報（一部）
本稿では、上記の登記事項のうち代位申請に関する事項以外の事項について、登記申請情報の記載方法を説明する。申請の受付の年月日及び受付番号については不動産登記#受付・調査を参照。
登記の目的（令3条5号）は移転の対象となる権利が前権利者の単独所有であった場合、「登記の目的 1番永小作権移転」のように記載し（記録例273）、前権利者Aと他人Bの準共有であった場合、「登記の目的 1番地上権A持分全部移転」のように記載する（記録例258参照）。
登記原因及びその日付（令3条6号） は相続の場合は前抵当権者（被相続人）の死亡の日を日付として「原因 平成何年何月何日相続」のように記載し（記録例301等）、合併の場合はその効力発生日を日付として「原因 平成何年何月何日合併」のように記載する（記録例385参照）。
登記申請人（令3条1号）は相続又は合併による移転登記は、登記権利者による単独申請で行う（法63条2項）。
相続の場合の記載の例は、抵当権についての画像を参照。論点は同じである。
合併の場合も同様に、（被合併会社 株式会社D）のように記載し、その下に移転する権利を承継する法人を記載すればよい。なお、以下の事項も記載しなければならない。
- 原則として申請人たる法人の代表者の氏名（令3条2号）
- 支配人が申請をするときは支配人の氏名（一発即答14頁）
- 持分会社が申請人となる場合で当該会社の代表者が法人であるときは、当該法人の商号又は名称及びその職務を行うべき者の氏名（2006年（平成18年）3月29日民二755号通達4）。

添付情報（規則34条1項6号、一部）は登記原因証明情報（法61条・令7条1項5号ロ）を添付する。合併の場合は更に代表者資格証明情報（令7条1項1号）も原則として添付しなければならない。
一方、既述のとおり単独申請で行うので、登記識別情報の添付は不要である（法22条本文参照）。なお、登記原因証明情報の具体例については所有権移転登記#登記原因証明情報に関する論点を参照。論点は同じである。
登録免許税（規則189条1項前段）は、地上権・永小作権・賃借権・採石権については不動産の価額の額の1,000分の2であり（登録免許税法別表第1-1(3)ロ）、先取特権については債権金額の1,000分の1である（同法別表第1-1(6)イ）。なお、端数処理など算出方法の通則については不動産登記#登録免許税を参照。

## 特定承継

### 概要
ここで言う特定承継とは、前権利者の有する権利・義務のうち一定部分を承継することである。売買が典型例である。
永小作権については、譲渡を禁止する旨を登記することができる（法79条3号）。この場合、譲渡による永小作権の移転登記をすることはできない。また、賃借権については、譲渡を許す旨の定めの登記（法81条3号）が登記されている場合を除き、譲渡には賃貸人の承諾が必要である（民法612条1項）。これは、添付書面に影響を及ぼす。

### 前提の登記等
移転登記の登記義務者であるの現在の登記名義人の登記記録上の表示（氏名・名称・住所）が現実のものと異なる場合、移転登記の前提として登記名義人表示変更登記をしなければならない（1968年（昭和43年）5月7日民甲1260号回答参照）。
永小作権の移転登記は、その原因日付が登記記録上の存続期間内又は存続期間を経過していないことが明らかな場合にのみすることができる（1930年（昭和5年）4月22日民事405号回答）。また、登記記録上の存続期間経過後の日付を原因とする地上権の移転登記の申請は却下される（1960年（昭和35年）5月18日民甲1132号回答・通達）。

### 登記事項
一般承継の場合の登記事項のほか、相対的事項として権利に関する消滅の定めも登記することができる（法59条5号）。具体的には「特約 地上権者が死亡した時に地上権は消滅する」のように記載する（記録例252参照）。この特約は移転登記とは独立した登記として付記登記で実行される（規則3条6号）。
先取特権につき債権一部譲渡又は一部代位弁済があった場合、当該譲渡又は代位弁済の目的である債権の額も登記事項となる（法84条）。

### 特定承継の登記申請情報（一部）
本稿では、上記の登記事項のうち代位申請に関する事項以外の事項について、登記申請情報の記載方法を説明する。申請の受付の年月日及び受付番号については不動産登記#受付・調査を参照。
登記の目的（令3条5号）については、一般承継の場合と異なり、登記された権利又は持分の一部の移転も可能である。その場合、「登記の目的 1番先取特権一部移転」（記録例329）や「登記の目的 1番地上権A持分一部移転」（記録例259）のように記載する。
登記原因及びその日付（令3条6号）は、地上権・永小作権・賃借権・採石権については「原因 平成何年何月何日売買」のように記載する（記録例315等）。
売買以外の登記原因及びその日付については、所有権移転登記#登記原因及び所有権移転登記#原因の日付を参照（「民法第287条による放棄」を除く）。ただし、登記原因の節中以下の表左欄に掲げる登記原因につき中欄に掲げる根拠条文は、本稿における移転登記については、右欄に掲げるものが根拠条文となる。
| 登記原因             | 示されている根拠条文        | 本稿の移転登記における根拠条文             |
| -------------------- | --------------------------- | ------------------------------------------ |
| 共有物分割           | 民法256条1項本文・民法258条 | 民法264条が準用する民法256条1項本文・258条 |
| 時効取得             | 民法162条                   | 民法163条                                  |
| 持分放棄             | 民法255条                   | 民法264条が準用する民法255条               |
| 特別縁故者不存在確定 | 民法255条                   | 民法264条が準用する民法255条               |
| 収用                 | 土地収用法2条               | 土地収用法5条1項柱書及び1号                |

採石権につき、採石法19条3項の決定に基づく移転の場合、決定書（採石法20条参照）に記載された変更日を日付として「原因 平成何年何月何日譲渡決定」のように記載する（記録例316）。
先取特権については、債権譲渡・代位弁済・先取特権権の準共有持分の放棄・不可分債権の準共有持分を放棄によって移転する。具体的な記載例は、抵当権移転登記#登記原因及びその日付を参照。論点は同じである。
先取特権についての譲渡額又は弁済額（令別表45項申請情報）は、「譲渡債権額 金何円」や「代位弁済額 金何円」のように記載する（記録例329）。
登記申請人（令3条1号）は、原則として登記された権利又はその持分もしくはそれらの一部を得る者を登記権利者とし、失う者を登記義務者と記載する。なお、法人が申請人となる場合の代表者の氏名等の記載に関する論点は一般承継の場合と同じである。
真正な登記名義の回復の場合、以前に登記名義人であった者以外の者が登記申請人となることはできない（1965年（昭和40年）7月13日民甲1857号回答参照）。
添付情報（規則4条1項6号、一部）は登記原因証明情報（法61条・令7条1項5号ロ）、登記義務者の登記識別情報（法22条本文）又は登記済証を添付する。法人が申請人となる場合は更に代表者資格証明情報（令7条1項1号）も原則として添付しなければならない。
一方、書面申請の場合であっても、登記義務者の印鑑証明書の添付は原則として不要である（令16条2項・規則48条1項5号、令18条2項・規則49条2項4号及び48条1項5号）が、登記義務者が登記識別情報を提供できない場合には添付しなければならない（規則47条3号ハ参照）。
先取特権の移転登記について代位弁済が任意代位である場合、債権者に代位するためには債権者の承諾が必要である（民法499条1項）が、当該債権者が登記申請人（登記義務者）となるので、承諾証明情報の添付は不要である。
債権譲渡を原因として先取特権の移転登記を申請する場合、民法467条の第三者に対する対抗要件を具備したことを証する書面を添付する必要はない（1899年（明治32年）9月12日民刑1636号回答）。従って、登記記録上の先取特権移転登記は無効であるということがありうる（なお、不動産登記に公信力はない。不動産登記実務総覧上巻-4頁。）。
賃借権の譲渡による移転登記の場合（譲渡を許す旨の定めの登記があるときを除く）、承諾証明情報もしくは借地借家法19条1項前段又は同法20条1項に規定する許可があったことを証する情報が添付情報となる（令別表第40項添付情報ロ）。
地上権・永小作権・賃借権・採石権の目的たる土地が農地又は採草放牧地（b:農地法第2条1項）である場合、売買等（承諾証明情報を参照）による移転登記をするときは、b:農地法第3条の許可書（令7条1項5号ハ）を添付しなければならない。
登録免許税（規則189条1項前段）は、地上権・永小作権・賃借権・採石権については、共有物分割に係る場合は不動産の価額の額の1,000分の2であり（登録免許税法別表第1-1(3)ハ、共有物分割#登記申請情報（一部）も参照）、その他の場合は不動産の価額の額の1,000分の10である（同法別表第1-1(3)ニ）。また、先取特権については債権金額の1,000分の2である（同法別表第1-1(6)ロ）。なお、端数処理など算出方法の通則については不動産登記#登録免許税を参照。
共同担保にある数個の先取特権を移転する場合、登録免許税法13条2項の減税規定が準用される（1968年（昭和43年）10月14日民甲3152号通達1参照）。よって、移転登記が最初の申請以外の場合で、前の申請と今回の申請に係る登記所の管轄が異なる場合、登記証明書（登録免許税法施行規則11条、具体的には登記事項証明書である）を添付すれば（管轄が同じなら添付しなくても）、当該移転登記に係る先取特権の件数1件につき1,500円となる（登録免許税法13条2項）。この場合、登記申請情報に減税の根拠となる条文を「登録免許税 金1,500円（登録免許税法第13条第2項）」のように記載しなければならない（規則189条3項）。

## 登記の実行
本稿における移転登記は、付記登記で実行される（規則3条5号）。